# 雍州 (后赵)
雍州，中国五胡十六国至唐朝时设置的州。在今陕西省境。
后赵置雍州，治所在长安，即曹魏、西晋时雍州刺史部旧治。北魏、西魏、北周时所置的雍州为长安及其附近地区。隋朝开皇三年（583年），复置雍州。大业三年（607年），天下改州为郡，改京兆郡。唐朝初年，天下郡改为州，复为雍州。开元元年（713年），改京兆府。

## 行政区变迁
| 隋朝行政区划变遷 | 隋朝行政区划变遷                               | 隋朝行政区划变遷                 | 隋朝行政区划变遷     | 隋朝行政区划变遷     | 隋朝行政区划变遷 | 隋朝行政区划变遷 | 隋朝行政区划变遷 | 隋朝行政区划变遷   | 隋朝行政区划变遷 | 隋朝行政区划变遷 |
| 区分             | 開皇元年                                       | 開皇元年                         | 開皇元年             | 開皇元年             | 開皇元年         | 開皇元年         | 開皇元年         | 開皇元年           | 区分             | 大業3年 |
| ---------------- | ---------------------------------------------- | -------------------------------- | -------------------- | -------------------- | ---------------- | ---------------- | ---------------- | ------------------ | ---------------- | --- |
| 州               | 雍州                                           | 雍州                             | 雍州                 | 雍州                 | 宜州             | 宜州             | 宜州             | 華州               | 郡               | 京兆郡 |
| 郡               | 京兆郡                                         | 馮翊郡                           | 扶風郡               | 咸陽郡               | 通川郡           | 宜君郡           | 雲陽郡           | 華山郡             | 县               | 大興县 長安县 鄠县 盩厔县 藍田县 新丰县 渭南县 高陵县 万年县 三原县 富平县 始平县 武功县 涇陽县 醴泉县 華原县 宜君县 同官县 雲陽县 鄭县 華陰县 上宜县 |
| 县               | 万年县 長安縣 鄠县 盩厔县 藍田县 新丰县 渭南县 | 高陸县 广陽县 三原县 富平县 鄣县 | 始平县 武功县 莫西县 | 涇陽县 寧夷县 石安县 | 泥陽县 土門县    | 宜君县 同官县    | 雲陽县           | 鄭县 華陰县 敷西县 | 县               | 大興县 長安县 鄠县 盩厔县 藍田县 新丰县 渭南县 高陵县 万年县 三原县 富平县 始平县 武功县 涇陽县 醴泉县 華原县 宜君县 同官县 雲陽县 鄭县 華陰县 上宜县 |

## 历代长官
北魏雍州长官
- 李顺（430年—432年）
- 王斤（432年）
- 古弼（432年）
- 阳文祖（432年）
- 窦瑾（432年—439年、446年—447年）
- 拓跋范（433年—440年）
- 奚眷（436年—437年）
- 葛那（438年—439年）
- 娥后延（441年—442年）
- 冯朗（441年—445年）
- 陆俟（445年—446年、448年）
- 拓跋仁（449年—450年、451年—453年）
- 元佗（450年—451年）
- 拓跋良（453年—458年）
- 拓跋石（459年—460年）
- 拓跋子推（460年—464年）
- 拓跋道符（465年—467年）
- 张白泽（465年）
- 鱼玄明（466年—467年）
- 刘邈（467年）
- 李惠（467年—474年）
- 陆真（468年—472年）
- 元丕（475年—476年）
- 拓跋目辰（476年—479年）
- 拓跋云（479年—481年）
- 元太兴（482年—484年）
- 拓跋平原（485年—487年）
- 拓跋桢（488年—489年）
- 源怀（490年—491年、496年—499年）
- 元干（493年）
- 元澄（500年—501年）
- 元衍（501年—503年）
- 高猛（504年—505年）
- 元丽（506年—508年）
- 崔亮（509年—512年）
- 元苌（512年—515年）
- 卢昶（515年—516年）
- 元昭（517年—520年）
- 元志（521年—523年）
- 李宪（524年）
- 元修义（525年）
- 杨椿（526年—527年）
- 萧宝夤（527年）
- 长孙稚（528年—529年）
- 尔朱天光（529年—532年）
- 贺拔岳（532年—534年）
- 贾显度（534年）
- 梁御（534年）

隋代雍州长官
- 杨爽（581年—582年，州牧）
- 杨瓒（583年，州牧）
- 豆卢勣（586年，州牧）
- 杨广（586年—588年，州牧）
- 杨谅（592年—597年，州牧）
- 杨昭（604年，州牧）
- 杨弘（606年—607年，州牧）
- 杨暕（607年，州牧）

唐代雍州长官
- 李世民（618年—626年，州牧）
- 萧瑀（618年，都督）
- 韦让（618年，别驾）
- 杨恭仁（626年—628年，州牧）
- 李元景（628年—634年，州牧）
- 李泰（634年—643年，州牧）
- 李弘节（634年前后，别驾）
- 刘德威（640年—643年，别驾）
- 杨纂（644年—645年，别驾）
- 于志宁（645年—646年，别驾）
- 杨纂（646年—649年，别驾）
- 卢承庆（649年，别驾）
- 高履行（649年，长史）
- 卢承业（649年，长史）
- 李忠（650年—652年，州牧）
- 唐临（650年—651年，长史）
- 李素节（652年，州牧）
- 长孙祥（655年，长史）
- 李贤（656年—675年，州牧）
- 卢承业（656年，长史）
- 刘祥道（663年—664年，长史）
- 卢承庆（665年—669年，长史）
- 李晦（669年—671年，长史）
- 李弼（咸亨、上元年间，长史）
- 李哲（677年—680年，州牧）
- 高审行（仪凤年间，长史）
- 李旦（680年—684年，州牧）
- 李义琛（680年—682年，长史）
- 苏良嗣（682年，长史）
- 韦泰真（685年—686年，长史）
- 马载（686年，长史）
- 杨守愚（武周年间，长史）
- 李彻（武周年间，长史）
- 武攸宜（武周年间，刺史）
- 岑曼倩（武周年间，长史）
- 韦珍（武周年间，刺史）
- 陈崇业（圣历—700年，长史）
- 薛季昶（700年—703年，长史）
- 李旦（703年，州牧）
- 杨再思（704年—705年，长史）
- 司马锽（705年—716年，长史）
- 窦怀贞（706年—710年，长史）
- 李成器（710年，州牧）
- 崔日用（710年，长史）
- 卢齐卿（710年，长史）
- 张说（710年，长史）
- 崔日用（710年，长史）
- 张说（710年—711年，长史）
- 宋璟（712年—713年，长史）
- 李晋（713年，长史）
- 崔日用（713年，长史）
- 张暐（713年，长史）